# العلاقات الأوغندية المجرية
العلاقات الأوغندية المجرية هي العلاقات الثنائية التي تجمع بين أوغندا والمجر.

## مقارنة بين البلدين
هذه مقارنة عامة ومرجعية للدولتين:
| وجه المقارنة                                              | أوغندا                        | المجر                                                       |
| --------------------------------------------------------- | ----------------------------- | ----------------------------------------------------------- |
| المساحة (كم2)                                             | 241.04 ألف                    | 93.04 ألف                                                   |
| عدد السكان (نسمة)                                         | 42.86 مليون                   | 9.78 مليون                                                  |
| الكثافة السكانية (ن./كم²)                                 | 177.81                        | 105.12                                                      |
| العاصمة                                                   | كامبالا                       | بودابست                                                     |
| اللغة الرسمية                                             | لغة إنجليزية، اللغة السواحلية | لغة مجرية                                                   |
| العملة                                                    | شيلينغ أوغندي                 | فورنت مجري                                                  |
| الناتج المحلي الإجمالي (بليون دولار)                      | 25.89 مليار                   | 139.14 مليار                                                |
| الناتج المحلي الإجمالي (تعادل القوة الشرائية) بليون دولار | 72.25 مليار                   | 260.42 مليار                                                |
| الناتج المحلي الإجمالي الاسمي للفرد دولار أمريكي          | 705                           | 12.36 ألف                                                   |
| الناتج المحلي الإجمالي للفرد دولار أمريكي                 | 1.77 ألف                      | 25.07 ألف                                                   |
| مؤشر التنمية البشرية                                      | 0.483                         | 0.828                                                       |
| رمز المكالمات الدولي                                      | +256                          | +36                                                         |
| رمز الإنترنت                                              | .ug                           | .hu                                                         |
| المنطقة الزمنية                                           | ت ع م+03:00                   | ت ع م+01:00، ت ع م+02:00، أوروبا/بودابست ‏، توقيت وسط أوروبا |

## منظمات دولية مشتركة
يشترك البلدان في عضوية مجموعة من المنظمات الدولية، منها:
| علم المنظمة | اسم المنظمة                               | تاريخ انضمام أوغندا | تاريخ انضمام المجر |
| ----------- | ----------------------------------------- | ------------------- | ------------------ |
|             | مؤسسة التنمية الدولية                     | 27 سبتمبر 1963      | 29 أبريل 1985      |
|             | يونسكو                                    | 9 نوفمبر 1962       | 14 سبتمبر 1948     |
|             | وكالة ضمان الاستثمار متعدد الأطراف        | 10 يونيو 1992       | 21 أبريل 1988      |
|             | الأمم المتحدة                             | 25 أكتوبر 1962      | 14 ديسمبر 1955     |
|             | الفريق المعني برصد الأرض                  | ?                   | ?                  |
|             | الاتحاد البريدي العالمي                   | ?                   | ?                  |
|             | البنك الدولي للإنشاء والتعمير             | 27 سبتمبر 1963      | 7 يوليو 1982       |
|             | الاتحاد الدولي للاتصالات                  | 8 مارس 1963         | 1866               |
|             | منظمة حظر الأسلحة الكيميائية              | ?                   | ?                  |
|             | مؤسسة التمويل الدولية                     | 27 سبتمبر 1963      | 29 أبريل 1985      |
|             | المركز الدولي لتسوية المنازعات الاستشارية | 14 أكتوبر 1966      | 6 مارس 1987        |
|             | منظمة التجارة العالمية                    | ?                   | 1995               |
|             | منظمة الشرطة الجنائية الدولية             | ?                   | ?                  |

## وصلات خارجية
- موقع وزارة الخارجية الأوغندية
- موقع وزارة الخارجية المجرية